# شش‌بالان
شش‌بالان (نام علمی: Palaeodictyoptera) نام یک راسته از شاخه بندپایان است.